# Theuma xylina
Theuma xylina är en spindelart som beskrevs av Simon 1893. Theuma xylina ingår i släktet Theuma och familjen Prodidomidae. Inga underarter finns listade i Catalogue of Life.